# Ruta Estatal de Alabama 27
La Ruta Estatal de Alabama 27, y abreviada SR 27 (en inglés: Alabama State Route 27) es una carretera estatal estadounidense ubicada en el estado de Alabama, cruza los condados de 	Geneva, Coffee, Dale y Henry. La carretera inicia en el Sur desde la Holmes CR-185 en la línea estatal con Florida al sureste de Geneva, AL sigue en sentido Norte hasta finalizar en la AL 10     en Abbeville, tiene una longitud de 110 km (70 mi).

## Mantenimiento
Al igual que las autopistas interestatales, y las rutas federales y el resto de carreteras estatales, la Ruta Estatal de Alabama 27 es administrada y mantenida por el Departamento de Transporte de Alabama por sus siglas en inglés ALDOT.

## Cruces
La Ruta Estatal de Alabama 27 es atravesada principalmente por los siguientes cruces:
- AL 52     en Geneva
- US 84 en Geneva
- US 231     en Ozark
- US 431     en Abbeville